# هنری اریکسون
هنری اریکسون (سوئدی: Henry Eriksson؛ ۲۳ ژانویه ۱۹۲۰ – ۸ ژانویه ۲۰۰۰) دونده اهل سوئد بود.
وی در مسابقات کشوری و بین‌المللی در مجموع برندهٔ ۱ مدال طلا، ۱ مدال نقره شده‌است.